# San Justo de la Vega
San Justo de la Vega è un comune spagnolo di 2 234 abitanti situato nella comunità autonoma di Castiglia e León.